# Rio Benia
O Rio Benia é um rio da Romênia afluente do Rio Moldova, localizado no distrito de Suceava.